# James J. Fuld
James Jeffrey Fuld (* 16. Februar 1916 in New York; † 29. Januar 2008 ebenda) war ein amerikanischer Jurist und Musikwissenschaftler.

## Leben und Werk
James J. Fuld studierte am Harvard College (Artium Baccalaureus 1937) und an der Harvard Law School (Bachelor of Laws 1940).
Seine juristische Laufbahn begann er 1940 in New York City. Seit 1950 betrieb Fuld musikwissenschaftliche Forschungen. Er war ein bedeutender Sammler von musikalischen Erstausgaben.